# Mouzon (Ardennes)
Pour les articles homonymes, voir Mouzon.
Mouzon est une commune nouvelle française située dans le département des Ardennes, en région Grand Est.
Elle est née le 1er janvier 2016 à la suite de la fusion des deux communes : Amblimont et l'ancienne commune Mouzon, ces deux communes prenant alors le statut de commune déléguée.

## Géographie

### Situation
Mouzon est à 17 km au sud-est de Sedan.
La commune se situe à la croisée de la Meuse et de l’ancienne voie romaine qui va de Reims à Trèves.

### Communes limitrophes
| Villers-devant-Mouzon Douzy |                                                       | Euilly-et-Lombut                                              |
| Autrecourt-et-Pourron       | Mouzon                                                | Vaux-lès-Mouzon                                               |
| Yoncq                       | Beaumont-en-Argonne Létanne Pouilly-sur-Meuse (Meuse) | Moulins-Saint-Hubert (Meuse) Autréville-Saint-Lambert (Meuse) |

### Hydrographie
La commune est dans le bassin versant de la Meuse au sein du bassin Rhin-Meuse. Elle est drainée par la Meuse, le canal de l'Est Branche-Nord, le ruisseau de Yoncq, le ruisseau de Moulins, le ruisseau de St-Remy, le ruisseau de Brouhan, le ruisseau de la Vignette, le ruisseau des Trois Fontaines, le ruisseau de la Fabrique, le ruisseau du Bas de la Rue et le ruisseau de Lombut,.
La Meuse, d'une longueur de 486 km, est un fleuve européen qui prend sa source en France, dans la commune du Châtelet-sur-Meuse, à 409 mètres d'altitude, et se jette dans la mer du Nord après un cours long d'approximativement 950 kilomètres traversant la France, la Belgique et les Pays-Bas. Elle s'écoule du sud vers le nord et traverse la commune sur une longueur d'environ 13,7 km, constituant sur son flanc nord-ouest une limite séparative avec la commune d'Autrecourt-et-Pourron.
Le canal de l'Est Branche-Nord, d'une longueur de 141 km, est un chenal et un cours d'eau naturel navigable qui relie Givet à Troussey, où il rejoint le canal de la Marne au Rhin. Il se superpose par endroits, dans la commune, à la Meusesur une longueur d'environ 2,1 km.
Le ruisseau de Yoncq, d'une longueur de 17 km, prend sa source dans la commune de Saint-Pierremont et se jette  dans la Meuse sur la commune, après avoir traversé six communes.

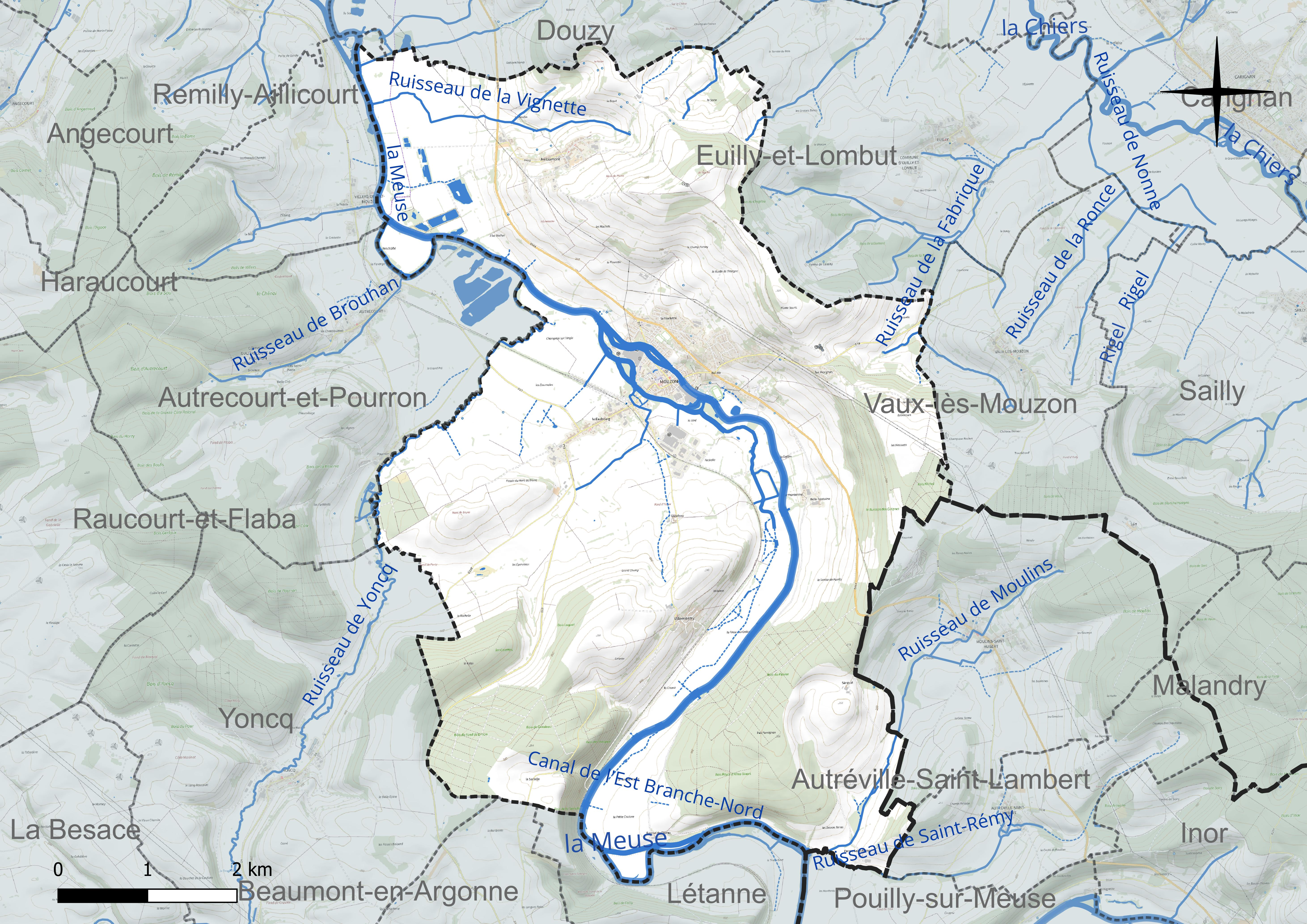
Réseau hydrographique de Mouzon.

### Climat
Pour des articles plus généraux, voir Climat du Grand Est et Climat des Ardennes.
En 2010, le climat de la commune est de type climat de montagne, selon une étude du Centre national de la recherche scientifique s'appuyant sur une série de données couvrant la période 1971-2000. En 2020, Météo-France publie une typologie des climats de la France métropolitaine dans laquelle la commune est exposée à un climat océanique altéré et est dans la région climatique Lorraine, plateau de Langres, Morvan, caractérisée par un hiver rude (1,5 °C), des vents modérés et des brouillards fréquents en automne et hiver.
Pour la période 1971-2000, la température annuelle moyenne est de 9,7 °C, avec une amplitude thermique annuelle de 15,8 °C. Le cumul annuel moyen de précipitations est de 901 mm, avec 13,3 jours de précipitations en janvier et 9,5 jours en juillet. Pour la période 1991-2020, la température moyenne annuelle observée sur la station météorologique de Météo-France la plus proche, « Douzy », sur la commune de Douzy à 8 km à vol d'oiseau, est de 10,5 °C et le cumul annuel moyen de précipitations est de 857,0 mm. 
La température maximale relevée sur cette station est de 40,3 °C, atteinte le 25 juillet 2019 ; la température minimale est de −14,8 °C, atteinte le 3 janvier 2004,,.
Les paramètres climatiques de la commune ont été estimés pour le milieu du siècle (2041-2070) selon différents scénarios d'émission de gaz à effet de serre à partir des nouvelles projections climatiques de référence DRIAS-2020. Ils sont consultables sur un site dédié publié par Météo-France en novembre 2022.

## Urbanisme

### Typologie
Au 1er janvier 2024, Mouzon est catégorisée bourg rural, selon la nouvelle grille communale de densité à 7 niveaux définie par l'Insee en 2022.
Elle est située hors unité urbaine et hors attraction des villes,.

## Toponymie
Le nom « Mouzon » est d'origine celtique et signifie « le marché de la Meuse » (Moso magus en gaulois).
Elle peut être identifiée à Mosa sur la table de Peutinger sur la route de Reims à Cologne.

## Histoire
Les informations relatives à l'histoire de Mouzon sont une synthèse des données contenues dans les articles Amblimont et Mouzon (commune déléguée).
La commune est née le 1er janvier 2016 avec le statut de commune nouvelle à la suite de la fusion des deux communes : Amblimont et l'ancienne commune Mouzon, ces deux communes prenant alors le statut de commune déléguée.

## Politique et administration

### Composition
La commune nouvelle est formée par la réunion de deux anciennes communes : 
| Nom            | Code Insee | Intercommunalité                             | Superficie (km2) | Population (dernière pop. légale) | Densité (hab./km2) |
| -------------- | ---------- | -------------------------------------------- | ---------------- | --------------------------------- | ------------------ |
| Mouzon (siège) | 08311      | CC des Portes du Luxembourg                  | 34,43            | 2 202 (2013)                      | 64                 |
| Amblimont      | 08009      | CC des Cantons de Carignon, Mouzon, Raucourt | 7,40             | 192 (2013)                        | 26                 |

### Liste des maires
| Période      | Période  | Identité      | Étiquette | Qualité |
| ------------ | -------- | ------------- | --------- | ------- |
| janvier 2016 | mai 2020 | Gérard Renwez | DVD       |         |
| mai 2020     | En cours | Alain Renard  |           |         |

## Population et société

### Démographie
L'évolution du nombre d'habitants est connue à travers les recensements de la population effectués dans la commune depuis sa création.

En 2022, la commune comptait 2 236 habitants, en évolution de −4,69 % par rapport à 2016 (Ardennes : −2,97 %, France hors Mayotte : +2,11 %).
| 2014  | 2019  | 2022  |
| ----- | ----- | ----- |
| 2 350 | 2 226 | 2 236 |

### Sports
Amical Club Mouzon, le club de football de la commune connut la Division 2 durant la saison 1971-1972 avant de fusionner en 1974 avec le Club sportif Sedan Ardennes pour donner le Club sportif Sedan Mouzon Ardennes.

## Économie
Il convient de se reporter aux articles consacrés aux anciennes communes fusionnées.

## Culture locale et patrimoine
La commune a obtenu le label Petite cité de caractère en 2018.
- Abbatiale Notre-Dame
- Musée du feutre.
- Église Sainte Geneviève de Mouzon.
- Chapelle de l'abbaye bénédictine de Mouzon.
- Église Saint-Georges d'Amblimont.
- Église Saint-Laurent de Villemontry.

### Lieux et monuments
Il convient de se reporter aux articles consacrés aux anciennes communes fusionnées.

### Personnalités liées à la commune
Il convient de se reporter aux articles consacrés aux anciennes communes fusionnées.

### Héraldique
|  | Les armoiries de Mouzon se blasonnent ainsi : D'argent au château de trois tours de gueules, celle du milieu donjonnée et couverte, ouverte du champ et ajourée de sable, les deux autres tours sommées chacune d'un étendard d'azur semé de fleurs de lys d'or, ouvertes et ajourées aussi de sable. |